# Scabrethia
Scabrethia là một chi thực vật có hoa trong họ Cúc (Asteraceae).

## Loài
Chi Scabrethia gồm các loài: